# Ifjúság (film, 1935)
Az Ifjúság (Les beaux jours) 1935-ben bemutatott fekete-fehér francia filmvígjáték, rendezője Marc Allégret. A francia eredeti cím jelentése: 'Szép napok'.
Magyarországon a filmet 1940. április 4-én mutatták be.

## Cselekménye
Sylvie Sanders egy előkelő leánynevelő intézet kedvence. Apja, az ismert bankár csődbe jut és öngyilkos lesz. Sylvie Párizsba megy, hogy állást találjon. Volt tanárnőjének testvére, Boris (ejtsd: Borisz) segítségével egy szerkesztőségben gépírónő lesz. Boris medikus, de éjszakánként bárzongoristaként dolgozik, hogy eltartsa magát. Sylvie-t összeismerteti néhány diákkal, köztük saját legjobb barátjával, Pierre-rel. Egy vidéki kiránduláson, melyre Boris nem tud elmenni, Sylvie és Pierre egymásba szeretnek. Hazaérve Sylvie egy csokrot és levelet talál lakásán, melyben Boris megvallja szerelmét. A pár közölni akarja Boris-szal kapcsolatukat, de megtudják, hogy Boris-nak súlyos szívbaja van, és a betegnek nem merik megmondani az igazat. Közben Pierre arról értesül, hogy vidéken gazdálkodó apja minden évben elad egy-egy darabot a földjéből, hogy fia tanulmányainak költségét fedezze. Boris halálos ágyánál a szerelmesek összevesznek. Mivel Pierre ragaszkodik az ősök földjéhez, megszakítja sikeres tanulmányait és hazautazik, hogy a földet művelje. Sylvie utánamegy és vállalja az új helyzetet.

## Magyarországi fogadtatásából
A film hazai bemutatásakor a magyar kritikus nem a kissé banális, melodramatikus történetet, hanem a Sylvie-t játszó fiatal Simone Simon természetességét, a film felszabadult, friss hangulatát és környezetrajzát értékelte. "Hogy mi történik a filmen, nem fontos. Az ifjúság gondtalan élete, ösztönei, bimbózó érzelmei, Párizs illata, … ezernyi apró részlet a fontos... Ezek avatják a filmet különlegessé, emlékezetessé." (V. D.)

## Főbb szereplők
- Simone Simon – Sylvie
- Jean-Pierre Aumont – Pierre
- Raymond Rouleau – Boris
- Roland Toutain – Charles
- Fernand Charpin – szállodatulajdonos
- Jean-Louis Barrault – René
- Pierre Larquey – Pierre apja
- Maurice Baquet – Toto
- Catherine Fonteney – igazgatónő
- Denise Batcheff
- Jacques Berlioz – Destouches professzor